# (33244) 1998 HO13
1998 HO13 (asteroide 33244) é um asteroide da cintura principal. Possui uma excentricidade de 0.10147470 e uma inclinação de 15.25315º.
Este asteroide foi descoberto no dia 18 de abril de 1998 por LINEAR em Socorro.